# Konishi Takako之死
Konishi Takako（日语： Konishi Takako，漢字標記不详，1973年—2001年11月）是曾于东京都居住的日本籍公司职员，于2001年11月15日在美国明尼苏达州底特律湖被一名使用弓箭狩猎的男性发现死亡。
在11月的早些时候，Konishi抵达了明尼阿波利斯，并前往北达科他州的俾斯麦，接着又前往同一州的法戈，并最终到达底特律湖。她的死亡被判定为自杀，但一部分媒体错误认为她是误将电影《冰血暴》中的情节当作事实并前去寻找电影中埋藏的宝藏。

## 关于自杀
美国电影作家兼导演保罗·伯尔切勒（Paul Berczeller）在调查中发现，关于《冰血暴》的理论实际来自于Konishi与俾斯麦当地一名警察之间发生的误会。这件事被媒体报道后，在大众中发酵为“她是为了寻找宝藏而死”的都市传说。实际上，Konishi本供职于东京的一家旅行社，但因公司破产而失业且无法找到新的工作。随后她陷入抑郁状态，并开始酗酒。推测称，她前往明尼阿波利斯是因为她曾与前任男友一同来过此处，他是一名美国商人，但在新加坡找到一份新工作之后离开了她。曾有人目击她在底特律湖一带游荡，随后决定在喝下两瓶香槟酒后躺进雪中自杀。她在前一天晚上打给在新加坡的前恋人的40分钟的电话、寄给父母的遗书和在离开俾斯麦之前丢弃了几乎所有带到美国的行李这几点都可以证明。

## 文化影响
2003年，她的故事被保罗·伯尔切勒拍成纪录片《这是一个真实的故事》（英語：This Is A True Story），片中她由Mimi Ohmori饰演。
此外，2014年关于她的都市传说被拍成美国电影《宝藏猎人久美子》，片中女主角由菊地凛子饰演。